# Telamonia festiva nigrina
Telamonia festiva là một phân loài nhện trong họ Salticidae.
Loài này thuộc chi Telamonia. Telamonia festiva nigrina được Eugène Simon miêu tả năm 1903.